# Bryan Adams (Eishockeyspieler)
Bryan William Adams (* 20. März 1977 in Fort St. James, British Columbia) ist ein ehemaliger kanadischer Eishockeyspieler, der im Verlauf seiner aktiven Karriere zwischen 1995 und 2013 unter anderem 488 Spiele für die Iserlohn Roosters, Kölner Haie und den EHC (Red Bull) München in der Deutschen Eishockey Liga (DEL) auf der Position des linken Flügelstürmers bestritten hat. Darüber hinaus absolvierte Adams elf Partien für die Atlanta Thrashers in der National Hockey League (NHL).

## Karriere

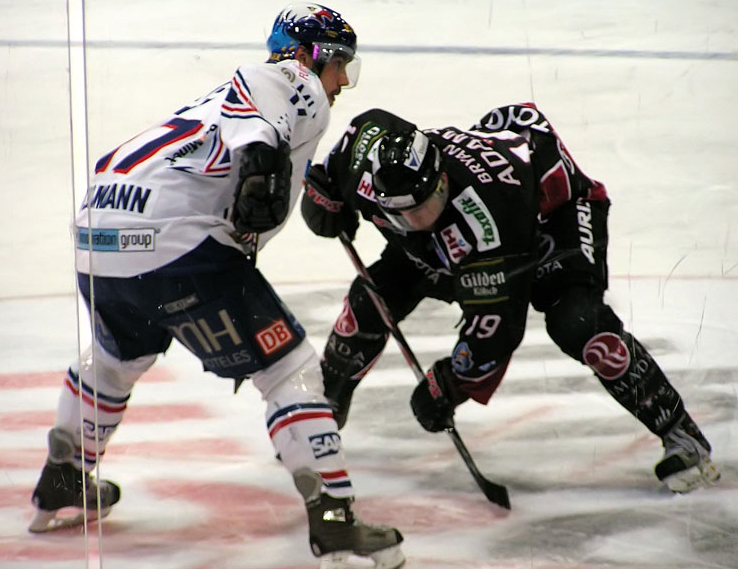
Adams (rechts) beim Bully gegen Christoph Ullmann (2008)

Adams begann seine Karriere 1994 bei Prince George Spruce Kings, während des Studiums der Naturwissenschaften von 1995 bis 1999 stand er für das Team der Michigan State University im Spielbetrieb der National Collegiate Athletic Association (NCAA) auf dem Eis.
Nach vier Jahren wechselte der linke Flügelstürmer in den Profibereich, wo er zunächst für die Orlando Solar Bears in der International Hockey League (IHL) spielte. Während der Saison 1999/2000 wurde der Kanadier jedoch auch zweimal in den Kader des NHL-Kooperationspartners Atlanta Thrashers berufen, obwohl er zuvor bei keinem NHL Entry Draft ausgewählt worden war. Ein weiteres Jahr in der unterklassigen IHL folgte, allerdings lief der Angreifer auch schon neunmal auch in der NHL auf. Von 2001 bis 2003 spielte Adams in der American Hockey League (AHL) für die Chicago Wolves, mit denen er den Calder Cup gewann. Zur folgenden Spielzeit unterschrieb der Stürmer einen Vertrag beim Ligakonkurrenten Grand Rapids Griffins aus der AHL.
Zur Saison 2003/04 wurde Bryan Adams von den Iserlohn Roosters aus der Deutschen Eishockey Liga (DEL) verpflichtet, zu deren Mannschaftskapitän er 2004 ernannt wurde. In der Spielzeit 2006/07 folgte Adams seinem Trainer und zwei anderen Roosters-Spielern zum Ligakonkurrenten Kölner Haie, bei denen er bis 2009 unterschrieb. Nach dem Verpassen der Playoffs unterschrieb er einen neuen Jahresvertrag. Nach dem Ende der Saison 2009/10 wechselte er zum DEL-Aufsteiger EHC München. Dort verbrachte der Kanadier drei Spielzeiten, ehe er im Sommer 2013 seine Karriere im Alter von 36 Jahren beendete.

## Erfolge und Auszeichnungen
- 1998 CCHA-Meisterschaft mit der Michigan State University
- 2001 Turner-Cup-Gewinn mit den Orlando Solar Bears
- 2002 Calder-Cup-Gewinn mit den Chicago Wolves

## Karrierestatistik
(Legende zur Spielerstatistik: Sp oder GP = absolvierte Spiele; T oder G = erzielte Tore; V oder A = erzielte Assists; Pkt oder Pts = erzielte Scorerpunkte; SM oder PIM = erhaltene Strafminuten; +/− = Plus/Minus-Bilanz; PP = erzielte Überzahltore; SH = erzielte Unterzahltore; GW = erzielte Siegtore; 1 Play-downs/Relegation; Kursiv: Statistik nicht vollständig)